# 110-ті

## Події

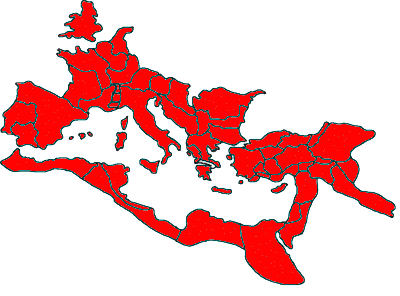
Мапа Римської імперії у 117 році

- У Римській імперії у 111—117 роках править Траян, надалі імператором став Адріан. Успішно для Риму відбувалася римо-парфянська війна, римляни завоювали Вірменію. На короткий час Рим захопив Месопотамію, але скоро її втратив. Початок правління Адріана супроводжувався повстаннями в багатьох провінціях.
- Почалося завоювання Китаєм В'єтнаму. Продовжувалися битви з хунну в західній частині імперії.

## Діяльність
- Пліній Молодший був намісником Віфінії, останні роки займався письменництвом.
- Тацит був проконсулом провінції Азія, завершив писати свою «Історію» та до смерті дописував «Аннали».
- Плутарх був священником у Дельфах, де написав чимало зі своїх творів.

## Померли
- близько 114 — Пліній Молодший, давньоримський політичний діяч та письменник